# Strp, Kotor
Strp este un sat din comuna Kotor, Muntenegru. Conform datelor de la recensământul din 2003, localitatea are 45 de locuitori (la recensământul din 1991 erau 52 de locuitori).

## Demografie
În satul Strp locuiesc 37 de persoane adulte, iar vârsta medie a populației este de 41,1 de ani (41,8 la bărbați și 40,5 la femei). În localitate sunt 15 gospodării, iar numărul mediu de membri în gospodărie este de 3,00.
Populația localității este foarte eterogenă.
|  |

| Demografie | Demografie | Demografie |
| An         | Locuitori  | Locuitori  |
| ---------- | ---------- | ---------- |
|            |            |            |
|            |            |            |
|            |            |            |
|            |            |            |
| 1948       | -          |            |
| 1953       | 88         |            |
| 1961       | 83         |            |
| 1971       | 70         |            |
| 1981       | 49         |            |
| 1991       | 52         | 50         |
| 2003       | 49         | 45         |

| \| Componența etnică conform recensământului din 2003[2] \| Componența etnică conform recensământului din 2003[2] \| Componența etnică conform recensământului din 2003[2] \| Componența etnică conform recensământului din 2003[2] \| Componența etnică conform recensământului din 2003[2] \| \| ----------------------------------------------------- \| ----------------------------------------------------- \| ----------------------------------------------------- \| ----------------------------------------------------- \| ----------------------------------------------------- \| \| \| \| \| \| \| \| Muntenegreni \| Muntenegreni \| \| 13 \| 28,88% \| \| Croați \| Croați \| \| 13 \| 28,88% \| \| Iugoslavi \| Iugoslavi \| \| 4 \| 8,88% \| \| Sârbi \| Sârbi \| \| 2 \| 4,44% \| \| necunoscută \| necunoscută \| \| 0 \| 0% \| |              |  |    |        |
| Componența etnică conform recensământului din 2003 |              |  |    |        |
| |              |  |    |        |
| Muntenegreni | Muntenegreni |  | 13 | 28,88% |
| Croați | Croați       |  | 13 | 28,88% |
| Iugoslavi | Iugoslavi    |  | 4  | 8,88%  |
| Sârbi | Sârbi        |  | 2  | 4,44%  |
| necunoscută | necunoscută  |  | 0  | 0%     |